# Wystawa stała w Pałacu Rzeczypospolitej

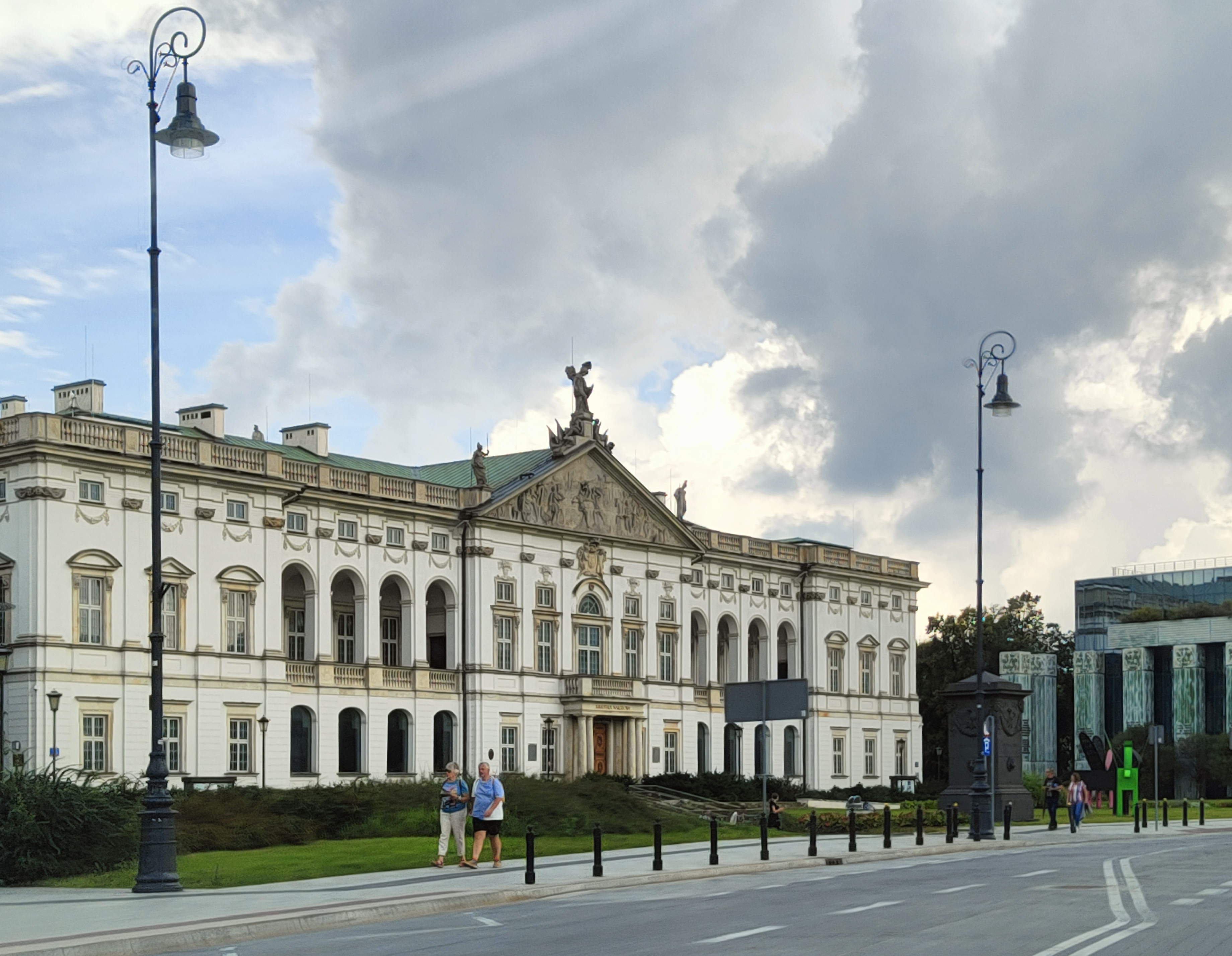
Pałac Rzeczypospolitej przy pl. Krasińskich w Warszawie

Wystawa stała w Pałacu Rzeczypospolitej – wystawa stała prezentująca najcenniejsze obiekty ze zbiorów Biblioteki Narodowej w Pałacu Rzeczypospolitej.

## O wystawie
Wystawa została otwarta w odnowionym Pałacu Rzeczypospolitej 21 maja 2024. Dla zwiedzających wystawa jest dostępna bezpłatnie przez sześć dni w tygodniu (oprócz wtorków) w godzinach 11–19.
Na wystawie prezentowane są cenne zabytki polskiego i światowego piśmiennictwa, takie jak Kazania świętokrzyskie, Psałterz floriański, Rocznik świętokrzyski dawny, manuskrypty Kroniki Galla Anonima i Kroniki Wincentego Kadłubka, a także średniowieczne i renesansowe dzieła iluminatorów europejskich. Można także oglądać rękopisy literackie, takie jak jedyny autograf utworu Jana Kochanowskiego, Balladyna Juliusza Słowackiego, Oda do młodości Adama Mickiewicza, zbiory rękopisów Cypriana Kamila Norwida, Zbigniewa Herberta czy Czesława Miłosza. Z zabytków kultury muzycznej prezentowane są m.in. rękopisy Fryderyka Chopina i Henryka Mikołaja Góreckiego oraz oryginały utworów Agnieszki Osieckiej i Jacka Kaczmarskiego.
Na wystawie zaprezentowany jest medal Nagrody Nobla przyznany Czesławowi Miłoszowi w dziedzinie literatury w 1980 r.

## Eksponaty
| Grafika | Nazwa                                                                          | Autor                     | Data powstania         | Opis |
| ------- | ------------------------------------------------------------------------------ | ------------------------- | ---------------------- | --- |
|         | Rocznik świętokrzyski dawny                                                    |                           | 1. połowa XII w.       | Pierwszy zabytek polskiej historiografii, odnotowujący kluczowe wydarzenia z początków państwa polskiego.                                                                   |
|         | Kronika Galla Anonima                                                          |                           | 2. połowa XIV w.       | Najstarszy zachowany rękopis pierwszej polskiej kroniki. |
|         | Kronika Wincentego Kadłubka                                                    | Wincenty Kadłubek         | 1430–1440              | Manuskrypt kroniki z komentarzami Jana z Dąbrówki |
|         | Roczniki czyli kroniki sławnego Królestwa Polskiego                            | Jan Długosz               | 1573–1576              | Odpis dzieła wykonany na zamówienie Jana Krzysztoporskiego. |
|         | Sakramentarz tyniecki                                                          |                           | około 1060–1070        | Luksusowy rękopis liturgiczny, ozdobiony iluminacjami. |
|         | Kodeks supraski                                                                |                           | początek XI w.         | Wpisany na Listę Pamięci Świata UNESCO jeden z najstarszych zabytków piśmiennictwa cyrylickiego oraz języka staro-cerkiewno-słowiańskiego.                                  |
|         | Psałterz floriański                                                            |                           | przełom XIV i XV w.    | Najstarszy zachowany w całości zabytek języka polskiego. |
|         | Ewangeliarz Anastazji                                                          |                           | XII w.                 | Pergaminowy rękopis z oryginalną, bogato zdobioną oprawą. |
|         | Kazania świętokrzyskie                                                         |                           | 1. poł. XIV w.         | Najstarszy zabytek literackiej polszczyzny, zawierający kazania kościelne.                                                                                                  |
|         | Bogurodzica                                                                    |                           | 1456                   | Najstarsza ze znanych pieśni religijnych w języku polskim, pełniąca rolę pierwszego hymnu państwowego.                                                                      |
|         | Siedem grzechów śmiertelnych                                                   |                           | XV w.                  | Krótki tekst w języku polskim, wymieniający grzechy śmiertelne. |
|         | Żołtarz Jezusow                                                                | Władysław z Gielniowa     | przełom XV i XVI w.    | Zbiór popularnych tekstów i pieśni w języku polskim. |
|         | Rozmyślanie przemyskie                                                         |                           | początek XVI w.        | Ułożony po polsku w XV wieku zbiór tekstów apokryficznych opisujący życie Jezusa, Marii i Józefa.                                                                           |
|         | Żywot Pana Jezu Krysta                                                         | Baltazar Opec             | 1522                   | Najstarsza zachowana w całości książka drukowana w języku polskim. |
|         | List miłosny z 1444 r.                                                         |                           | 1444                   | List miłosny z 1444 r., przykład średniowiecznej osobistej korespondencji w języku polskim.                                                                                 |
|         | Starożytności żydowskie                                                        | Józef Flawiusz            | 1466                   | Rękopis zamówiony przez opata tynieckiego, spisany i iluminowany w Krakowie, zawierający dzieła Józefa Flawiusza.                                                           |
|         | Graduał opata Mścisława                                                        |                           | około 1390             | Średniowieczna iluminowana księga liturgiczna z opactwa benedyktynów w Tyńcu, zawierająca pieśni liturgiczne.                                                               |
|         | Antyfonarz opata Mścisława                                                     |                           | około 1395–1400        | Iluminowany rękopis łaciński zawierający antyfony, spisany w klasztornym skryptorium w Tyńcu, zredagowany przez opata Mścisława.                                            |
|         | Graduał Skawinki                                                               |                           | połowa XV w.           | Bogato iluminowany graduał, spisany z inicjatywy opata Macieja ze Skawiny, zwanego Skawinką, w opactwie benedyktynów w Tyńcu.                                               |
|         | Graduał augustianów krakowskich                                                |                           | 1528                   | Rękopis łaciński powstały i bogato iluminowany w klasztorze augustianów eremitów w Kazimierzu pod Krakowem na potrzeby sprawowania liturgii przez zakonników.               |
|         | Miniaturowe godzinki                                                           |                           | około 1500             | Miniaturowy, wielkości kciuka, modlitewnik dla osób świeckich. Spisany w języku łacińskim                                                                                   |
|         | Statuty Kazimierza Wielkiego                                                   |                           | początek XVI w.        | Tłumaczenie statutów na język polski z tzw. Kodeksu Dzikowskiego, wykonanego na zlecenie nieznanego możnowładcy.                                                            |
|         | Statuta Regni Poloniae                                                         |                           | 1478                   | Pierwsza edycja drukiem polskiego prawa ziemskiego (egzemplarz należący do Tadeusza Czackiego).                                                                             |
|         | Statut Łaskiego                                                                |                           | początek XVI w.        | Pierwszy nowożytny zbiór prawa polskiego (egzemplarz należący do Jana Tarnowskiego)                                                                                         |
|         | Teatr cnót Stanisława Hozjusza                                                 | Tomasz Treter             | około 1595–1600        | Zbiór 105 rysunków wybitnego rytownika Tomasza Tretera, które przedstawiają biografię Stanisława Hozjusza.                                                                  |
|         | Statut litewski pierwszy                                                       |                           | XVI w.                 | Pierwsza z serii trzech XVI-wiecznych kodyfikacji prawa Wielkiego Księstwa Litewskiego (czystopis należący do Olbrachta Gasztołda).                                         |
|         | Statut litewski drugi                                                          |                           | 1566–1568              | Druga z serii trzech XVI-wiecznych kodyfikacji prawa Wielkiego Księstwa Litewskiego (prawdopodobnie najstarszy przekład polski).                                            |
|         | Kormcza z Dzikowa                                                              |                           | XV w.                  | Rękopiśmienny zbiór przepisów cerkiewnych z XV wieku (egzemplarz z kolekcji Tarnowskich na zamku w Dzikowie).                                                               |
|         | Nowy testament z VIII w.                                                       |                           | VIII w.                | Jeden z najstarszych rękopisów w zbiorach polskich i najwcześniejszy zachowany w całości kodeks w Polsce.                                                                   |
|         | Najstarszy lekcjonarz anglosaski                                               |                           | początek XI w.         | Iluminowany rękopis z czytaniami Ewangelii, spisany na pograniczu Francji i Flandrii.                                                                                       |
|         | Ewangeliarz ze Skewry                                                          |                           | koniec XII w.          | Jeden z najcenniejszych na świecie ormiańskich rękopisów i przykład malarstwa książkowego tzw. Armenii Małej.                                                               |
|         | Objawienia św. Brygidy                                                         | Brygida Szwedzka          | 1375–1377              | Iluminowany rękopis, jeden z najstarszych zachowanych odpisów pierwotnej wersji Objawień.                                                                                   |
|         | Psałterz Potockich                                                             |                           | XIII w.                | Arcydzieło francuskiego malarstwa książkowego, zawierające zbiór psalmów w języku łacińskim.                                                                                |
|         | Kalendarium paryskie                                                           |                           | trzecia ćwierć XIV w.  | Przykład średniowiecznego iluminatorstwa, zawierający kalendarz liturgiczny.                                                                                                |
|         | Powieść o Róży                                                                 | Guillaume de Lorris       | około 1385–1395        | Iluminowany egzemplarz jednego z najpopularniejszych średniowiecznych utworów miłosnych.                                                                                    |
|         | Złota legenda                                                                  | Jakub de Voragine         | około 1480–1490        | Iluminowany egzemplarz jednego z najpopularniejszych w średniowieczu zbiorów żywotów świętych.                                                                              |
|         | Triod kwietny                                                                  |                           | przed 1491             | Pierwszy w dziejach druk cyrylicki w języku staro-cerkiewno-słowiańskim, wydany w Krakowie.                                                                                 |
|         | Modlitewnik Jana Zamoyskiego                                                   |                           | około 1485             | Jedyny na świecie egzemplarz pierwszego wydania drukowanych francuskich godzinek.                                                                                           |
|         | Sforziada                                                                      | Giovanni Simonetta        | 1490                   | Jeden z czterech egzemplarzy z luksusowego druku poświęconego założycielowi dynastii Sforzów.                                                                               |
|         | Katalog arcybiskupów gnieźnieńskich                                            | Jan Długosz               | 1530–1535              | Zdobiony przez Stanisława Samostrzelnika egzemplarz katalogu, wykonany dla Piotra Tomickiego.                                                                               |
|         | Mszał Piotra Tomickiego                                                        |                           | 1532                   | Wydany w Wenecji mszał dla diecezji krakowskiej, opracowany na zlecenie biskupa Piotra Tomickiego.                                                                          |
|         | Mszał Erazma Ciołka                                                            |                           | około 1515             | Księga liturgiczna powstała w okresie największego rozkwitu krakowskiej szkoły iluminatorskiej na zlecenie biskupa Erazma Ciołka.                                           |
|         | Liber chamorum                                                                 | Walerian Nekanda Trepka   | około 1626             | Rękopis dzieła z katalogiem osób i rodzin, które niesłusznie przypisywały sobie szlachectwo.                                                                                |
|         | O obrotach sfer niebieskich                                                    | Mikołaj Kopernik          | 1543                   | Jeden z zachowanych egzemplarzy przełomowego dzieła astronomicznego Mikołaja Kopernika.                                                                                     |
|         | Krótka rozprawa między Panem, Wójtem a Plebanem                                | Mikołaj Rej               | 1543                   | Jedyny zachowany egzemplarz pierwszego wydania znanego dzieła jednego z mistrzów polskiego renesansu.                                                                       |
|         | Komentarz do Midrasza Raba Księgi Pięciu Zwojów                                | Naftali Hirc ben Menachem | 1569                   | Pierwszy druk hebrajski z krakowskiej oficyny Icchaka ben Aarona. |
|         | Pamiętniki                                                                     | Jan Chryzostom Pasek      | 1. połowa XVIII w.     | Jedyny wczesny odpis Pamiętników, pochodzący z 1. połowy XVIII wieku. |
|         | Odprawa posłów greckich                                                        | Jan Kochanowski           | 1578                   | Jeden z nielicznych zachowanych egzemplarzy pierwszego wydania dzieła Kochanowskiego.                                                                                       |
|         | Dryas Zamchana                                                                 | Jan Kochanowski           | 1578                   | Jedyny zachowany autograf łaciński Jana Kochanowskiego. |
|         | Pieśń świętojańska o Sobótce                                                   | Jan Kochanowski           | lata 70.–80. XVI w.    | Odręczny odpis Pieśni, różniący się od wydania drukowanego. |
|         | Oprawa ze Srebrnej Biblioteka księcia Albrechta                                |                           | krótko po 1555         | Bogato zdobiona oprawa książki wykonana przez złotnika z Bazylei Paula Hoffmanna                                                                                            |
|         | Geografia                                                                      | Klaudiusz Ptolemeusz      | przed 1467             | Ilustrowany renesansowy włoski manuskrypt zawierający dzieło Ptolemeusza.                                                                                                   |
|         | Portolan Angela Freducciego                                                    | Angelo Freducci           | 1554                   | Pierwszy z dwóch znanych na świecie atlasów żeglarskich Angela Freducciego.                                                                                                 |
|         | Portolan Antonia Milla                                                         | Antonio Millo             | 1583                   | Rękopiśmienny atlas składający się z ośmiu ozdobnie wykonanych na pergaminie portolanów, jeden z nielicznych w polskich zbiorach tak dobrze zachowanych obiektów tego typu. |
|         | Flora chińska                                                                  | Michał Boym               | 1656                   | Egzemplarz najbardziej znanego dzieła Michała Boyma, polskiego jezuity i pioniera sinologii.                                                                                |
|         | Historia naturalna                                                             | Jan Jonston               | około 1652             | Pierwszy polski podręcznik zoologii z połowy XVII wieku, powstały w kręgu Gimnazjum w Lesznie.                                                                              |
|         | Album strojów tureckich                                                        |                           | XVII w.                | Zbiór 90 miniatur przedstawiających charakterystycznie ubrane postacie dygnitarzy i funkcjonariuszy sułtańskiego dworu z czasów panowania Ibrahima I.                       |
|         | Ogród wiedzy                                                                   | Inajatullach Kanbu        | 1784                   | Bogato iluminowany zbiór opowieści w języku perskim o miłości indyjskiego królewicza Dżahandara i królewny Bahrewar Banu.                                                   |
|         | Rękopis znaleziony w Saragossie                                                | Jan Potocki               | przełom XVIII i XIX w. | Fragment rękopisu obejmujący dni 41–51 z powieści Potockiego. |
|         | O koniach wschodnich                                                           | Wacław Seweryn Rzewuski   | początek XIX w.        | Rękopis trzytomowego dzieła w języku francuskim, opisujący Półwysep Arabski.                                                                                                |
|         | Konstytucja 3 maja                                                             |                           | 1791                   | Egzemplarz konstytucji należący do Pawła Ksawerego Brzostowskiego. |
|         | Czy Polacy wybić się mogą na niepodległość?                                    | Józef Pawlikowski         | 1800                   | Broszura wydana anonimowo, w której autor udzielał pozytywnej odpowiedzi na tytułowe pytanie, zadane przez siebie w trudnej dla sprawy polskiej sytuacji.                   |
|         | Konstytucja dla Europy                                                         | Wojciech Jastrzębowski    | 1831                   | Egzemplarz publikacji zawierającej projekt przymierza między narodami, mającego zakończyć wojny w Europie.                                                                  |
|         | Włosy Tadeusza Kościuszki                                                      |                           |                        | Pukiel włosów Kościuszki, obcięty tuż po zgonie i umieszczony w specjalnej sakiewce. Świadectwo kultu, jakim otaczano Kościuszkę w okresie zaborów.                         |
|         | Pióropusz księcia Józefa Poniatowskiego                                        |                           |                        | Pióropusz z zaginionego czako, należącego do księcia Józefa Poniatowskiego.                                                                                                 |
|         | II koncert fortepianowy Chopina                                                | Fryderyk Chopin           | około 1835             | Partytura koncertu z partią fortepianową zapisaną przez samego Chopina. |
|         | Preludia op. 28                                                                | Fryderyk Chopin           | 1838–1839              | Rękopis cyklu niewielkich utworów Chopina o swobodnej formie przeznaczonych na fortepian.                                                                                   |
|         | List Fryderyka Chopina do Józefa Elsnera                                       | Fryderyk Chopin           | 1831                   | List Chopina do Józefa Elsnera, zawierający relację z pobytu kompozytora w Wiedniu.                                                                                         |
|         | Wizytówka Fryderyka Chopina                                                    |                           | około 1836             | Wizytówka z imieniem i nazwiskiem oraz jednym z jego paryskich adresów. |
|         | Oda do młodości                                                                | Adam Mickiewicz           | 1820                   | Rękopis ody z najwcześniejszą redakcją wiersza, powstałą w Kownie w grudniu 1820, która miejscami różni się od wersji ostatecznej.                                          |
|         | Ballady i romanse                                                              | Adam Mickiewicz           | 1822                   | Egzemplarz pierwszego wydania Poezji Mickiewicza z Balladami i romansami należący do Prota Lelewela.                                                                        |
|         | Balladyna                                                                      | Juliusz Słowacki          | 1834                   | Czystopis dramatu Juliusza Słowackiego, wpisany na Polską Listę Krajową Programu UNESCO „Pamięć Świata”.                                                                    |
|         | Vade-mecum                                                                     | Cyprian Kamil Norwid      | 1865                   | Autograf najważniejszego zbioru poetyckiego Cypriana Kamila Norwida. |
|         | Orbis I, Orbis II                                                              | Cyprian Kamil Norwid      | 1845–1870              | Albumy z grafikami Norwida, notatkami, wycinkami z czasopism i fotografiami.                                                                                                |
|         | Stara baśń                                                                     | Józef Ignacy Kraszewski   | 1876                   | Rękopis pierwszej wersji Starej baśni. |
|         | Quo vadis                                                                      | Henryk Sienkiewicz        | 1894–1896              | Autograf najczęściej tłumaczonego na języki obce tekstu literackiego w języku polskim.                                                                                      |
|         | Krzyżacy                                                                       | Henryk Sienkiewicz        | 1896–1899              | Rękopis wykorzystany przy pierwszym wydaniu Krzyżaków w warszawskim wydawnictwie Gebethner i Wolff.                                                                         |
|         | Nad Niemnem                                                                    | Eliza Orzeszkowa          | 1886–1887              | Autograf jednej z najważniejszych polskich powieści realistycznych. |
|         | Faraon                                                                         | Bolesław Prus             | 1894–1895              | Autograf powieści historycznej z czasów starożytnego Egiptu autorstwa czołowego przedstawiciel polskiej prozy realistycznej.                                                |
|         | Wierna rzeka                                                                   | Stefan Żeromski           | 1912                   | Autograf powieści historycznej z czasów powstania styczniowego. |
|         | Popioły                                                                        | Stefan Żeromski           | około 1898–1900        | Autograf powieści Stefana Żeromskiego o walkach narodowowyzwoleńczych w czasach napoleońskich.                                                                              |
|         | O krasnoludkach i o sierotce Marysi                                            | Maria Konopnicka          | 1896                   | Pierwsze wydanie jednej z najbardziej znanych polskich książek dla dzieci.                                                                                                  |
|         | Rota                                                                           | Maria Konopnicka          | przed 1916             | Pocztówka w tekstem roty wydana w Wilnie przed 1916. |
|         | Rota                                                                           | Feliks Nowowiejski        | około 1910             | Autograf edycyjny pieśni z zapisem partyturowym na głos i fortepian. |
|         | List Marii Skłodowskiej-Curie                                                  | Maria Skłodowska-Curie    | 1921                   | Odpowiedź polskiej uczonej na list Jana Moszczeńskiego, prezesa Komitetu Polskiego w Nowym Jorku.                                                                           |
|         | List kondolencyjny polskich Żydów ze Strasburga po śmierci Józefa Piłsudskiego |                           | 1935                   | Odpis listu Żydów ze Strasburga złożony na ręce konsula generalnego RP oraz odpowiedź wysłana w imieniu wdowy przez Kazimierę Iłłakowiczównę.                               |
|         | Druga jesień                                                                   | Bruno Schulz              | 1934                   | Jedyny zachowany rękopis literacki Schulza, zawierający opowiadanie Druga jesień.                                                                                           |
|         | Dziennik                                                                       | Zofia Nałkowska           | 1899–1954              | Rękopis Dziennika składający się z 58 zeszytów obejmujących lata 1899–1954.                                                                                                 |
|         | W żalu najczystszym                                                            | Krzysztof Kamil Baczyński | 1942                   | Rękopiśmienny tomik poetycki, będący prezentem ślubnym poety dla żony Barbary.                                                                                              |
|         | Elegia o chłopcu polskim                                                       | Krzysztof Kamil Baczyński | 1944                   | Rękopis wiersza Elegia o… chłopcu polskim. |
|         | Rozmowy z katem                                                                | Kazimierz Moczarski       |                        | Rękopis Rozmów z katem Kazimierza Moczarskiego. |
|         | Dziecko Rosemary                                                               | Krzysztof Komeda          | 1967–1968              | Rękopis muzyki Krzysztofa Komedy do filmu Dziecko Rosemary. |
|         | Małgośka                                                                       | Agnieszka Osiecka         | przed 1970             | Rękopis tekstu piosenki Małgośka. |
|         | Mury                                                                           | Jacek Kaczmarski          | 1978                   | Maszynopis tekstu piosenki Mury. |
|         | Zegarmistrz światła                                                            | Tadeusz Woźniak           | około 1972             | Czystopis partytury piosenki Zegarmistrz światła na głos z akompaniamentem gitary.                                                                                          |
|         | Symfonia pieśni żałosnych                                                      | Henryk Mikołaj Górecki    | około 1976–1977        | Rękopis partytury Symfonii pieśni żałosnych. |
|         | Kronos                                                                         | Witold Gombrowicz         | 1953–1969              | Rękopis intymnego dziennika pisarza, prowadzonego w latach 1953–1969. |
|         | Notatnik noblowski Czesława Miłosza                                            | Czesław Miłosz            |                        | Notatnik Czesława Miłosza, zawierający m.in. reakcję na przyznanie mu Nagrody Nobla.                                                                                        |
|         | Medal noblowski Czesława Miłosza                                               |                           | 1980                   | Medal wręczony w 1980 Czesławowi Miłoszowi z okazji przyznania Nagrody Nobla.                                                                                               |
|         | Jasności promieniste                                                           | Czesław Miłosz            |                        | Rękopis wiersza Jasności promieniste, napisanego w 1997. |
|         | Przesłanie Pana Cogito                                                         | Zbigniew Herbert          | około 1960–1973        | Rękopis jednego z najważniejszych utworów literatury polskiej XX wieku. |
|         | Nike, która się waha                                                           | Zbigniew Herbert          | przed 1956             | Rękopis jednego z Wczesny utwór poety z tomu Struna światła |
|         | Tren Fortynbrasa                                                               | Zbigniew Herbert          | przed 1961             | Czystopis wiersza z trzeciego tomiku poetyckiego autora, Studium przedmiotu z 1961                                                                                          |